# Lechaschau
Lechaschau est une commune autrichienne du district de Reutte dans le Tyrol.

## Personnalités liées à la commune
- Ludwig Schmid-Reutte (1863-1909), peintre né dans cette ville.